# 帕爾莫 (加利福尼亞州)
帕爾莫（英語：Palmo）是位於美國加利福尼亞州克恩縣的一個非建制地區。該地的面積和人口皆未知。

## 地理
帕爾莫的座標為35°33′33″N 119°19′52″W / 35.55917°N 119.33111°W，而該地的平均海拔高度為103米（即338英尺）。